# Лука Мадрассі
Лука Мадрассі (фр. Luca Madrassi; 8 червня 1848, Тричезімо — 1916, Париж) — французький майстер кабінетної бронзи і скульптор, італієць за походженням.

## Життєпис коротко
Народився 1848 року в Тричезімо. В молоді роки перебрався в Париж. Художню освіту опановував в Школі красних мистецтв в Парижі. Брав участь в створенні скульптурного меморіалу Гауер. Відомий як майстер кабінетної бронзи. Розробляв міфологічні і побутові сюжети. Працював в скульптурній майстерні Антуана Бурделя.
Твори Луки Мадрассі зберігають здебільшого музеї Франції.